# Hierodula togiana
Hierodula togiana är en bönsyrseart som beskrevs av Giglio-tos 1912. Hierodula togiana ingår i släktet Hierodula och familjen Mantidae. Inga underarter finns listade i Catalogue of Life.